# Zasłonak przyprószony

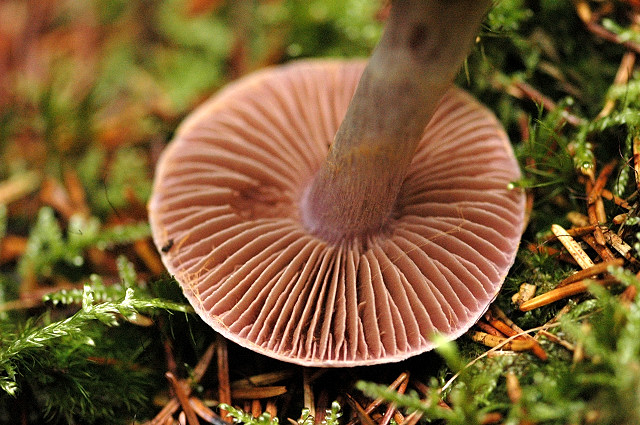

Zasłonak przyprószony (Cortinarius epipoleus Fr.) – gatunek grzybów należący do rodziny zasłonakowatych (Cortinariaceae).

## Systematyka i nazewnictwo
Pozycja w klasyfikacji według Index Fungorum: Cortinarius, Cortinariaceae, Agaricales, Agaricomycetidae, Agaricomycetes, Agaricomycotina, Basidiomycota, Fungi.
Po raz pierwszy zdiagnozował go Elias Fries w 1838 r. Synonimy:
- Gomphos epipolius (Fr.) Kuntze 1891
- Myxacium epipoleum (Fr.) M.M. Moser 1953

Polską nazwę utworzył Andrzej Nespiak w 1975 r.

## Morfologia
Kapelusz
Średnica 3–7 cm, początkowo półkulisty, potem płasko rozpostarty, zazwyczaj z garbkiem. Powierzchnia w stanie wilgotnym śliska, w młodości ochrowo-szara z odcieniem oliwkowo-fioletowym, potem blaknie i staje się szarobiała z niebieskawym ochrowym środkiem, w stanie suchym jedwabiście włóknista. Zasnówka biaława.
Blaszki
Początkowo jasne, gliniastoochrowe, nigdy fioletowe, później rdzawoszarobrązowe.
Trzon
Wysokość 5–9 cm, grubość 1–1,5 cm, walcowaty. Powierzchnia śluzowata, biała lub szarawa, pod kapeluszem fioletowa.
Miąższ
Białawy, czasem na szczycie trzonu szaro-fioletowy. O niewyraźnym zapachu i łagodnym smaku.
Reakcje chemiczne
Pod wpływem NaOH zmienia barwę na brązową.
Cechy mikroskopowe
Zarodniki prawie kuliste, 7–9 × 5,5–7 µm, umiarkowanie brodawkowate.
Gatunki podobne
Zasłonak słonawy (Cortinarius salor) odróżnia się bladoniebieskim kolorem blaszek młodych owocników i matową powierzchnią kapelusza. Zasłonak białofioletowy (Cortinarius alboviolaceus) nie jest śliski.

## Występowanie i siedlisko
W Polsce do 2003 r. jedyne jego stanowisko podał anonimowy autor w 1968 r. nad Morskim Okiem w Tatrach. Władysław Wojewoda umieścił go na czerwonej liście gatunków zagrożonych w kategorii I – gatunki o bliżej nieokreślonym stopniu zagrożenia. W 2004 r. podano następne jego stanowiski.
Naziemny grzyb mykoryzowy. Występuje w lasach iglastych i mieszanych, zwłaszcza pod świerkami, często wśród mchów. Preferuje miejsca wilgotne.